# エヴァー・プレゼント・パスト
「エヴァー・プレゼント・パスト」（原題：Ever Present Past）は、2007年にポール・マッカートニーが発表した楽曲およびシングル。アルバム『追憶の彼方に〜メモリー・オールモスト・フル』収録。

## 概要
元々はアルバム『ケイオス・アンド・クリエイション・イン・ザ・バックヤード』のセッションで録音された楽曲。当時の題名は「Perfect Lover」で、民俗的なアレンジだった。
歌詞はポールの考えを率直に書き出したものである。
イギリスでは85位、アメリカでは110位と、チャートでは苦戦をした。これを受けてか、ライブで演奏された記録はない。
また、この曲にはポール本人が演奏のレクチャーをするビデオが存在する。これは英音楽サイト「Now Play it」のために録られたものである。